# Cantón de Cassel
El cantón de Cassel era una división administrativa francesa, que estaba situada en el departamento de Norte y la región de Norte-Paso de Calais.

## Composición
El cantón estaba formado por trece comunas:
- Arnèke
- Bavinchove
- Buysscheure
- Cassel
- Hardifort
- Noordpeene
- Ochtezeele
- Oxelaëre
- Rubrouck
- Sainte-Marie-Cappel
- Wemaers-Cappel
- Zermezeele
- Zuytpeene

## Supresión del cantón de Cassel
En aplicación del Decreto nº 2014-167 de 17 de febrero de 2014, el cantón de Cassel fue suprimido el 22 de marzo de 2015 y sus 13 comunas pasaron a formar parte; diez del nuevo cantón de Wormhout y tres del nuevo cantón de Bailleul.